# Master of Wine
Master of Wine o Mestre del Vi (MW) és una qualificació (no un grau acadèmic) que emet el Masters of Wine Institut al Regne Unit. La qualificació de Master of Wine és considerada en la indústria de vi un dels més alts estàndards de coneixement professional.
L'Institut va ser fundat en 1955, però els primers exàmens de MW foren en 1953 pel Worshipful Company of Vintners i l'Associació del Vi i Begudes espirituoses.

## Qualificació
Abans d'inscriure's en el programa d'estudi del MW, els futurs estudiants han d'acreditar una qualificació avançada en vi, com a mínim acreditar el Diploma del Wine & Spirit Education Trust, o una certificació d'alt nivell de sommelier, com el Sommelier Avançat del Tribunal de Mestres Sommeliers. Els aspirants també necessiten tindre un mínim de tres anys d'experiència professional en la comunitat vitivinícola mundial. Els sol·licitants han de presentar un assaig bàsic, un document de tast, una declaració que explique el seu interès per convertir-se en Mestre del Vi, i una referència que avale la seua candidatura, d'un altre Mestre del Vi o d'un professional del sector del vi.
El programa d'estudis consta de tres etapes. La primera etapa dona als estudiants l'oportunitat de conèixer Mestres del Vi i els companys en entorns professionals i socials. L'avaluació de l'etapa 1 inclou sis treballs al llarg de l'any, que culminen en un examen que es fa a primers de juny. L'examen implica un tast de paper i dos assajos. L'etapa 2 és molt intensa i satisfactòria al temps. Els estudiants han de presentar tres treballs per a l'avaluació del segon curs, i han de superar tant la part teòrica com la part pràctica de l'examen MW de juny per a passar al document d'investigació en l'etapa 3. El treball de recerca és un document individual d'entre 6.000 i 10.000 paraules, sobre un tema de l'elecció de l'estudiant. L'assoliment de la titulació dura almenys tres anys.

## Afiliació
Fins a l'any 1983, l'examen estava limitat a importadors, comerciants i minoristes de vi del Regne Unit. El primer Mestre del Vi no-britànic va ser atorgat en 1988. Fins a l'octubre de 2017 hi havia 369 Master of Wine al món, de 29 països diferents. El MWs s'ha estès als 5 continents, on el Regne Unit en té 208, els EUA 45, Austràlia 24 i França 16. Hi ha 9 països amb 1 sol Mestre del Vi.
Hui en dia, els membres ocupen una àmplia gamma d'ocupacions com viticultors, assessors en viticultura, periodistes especialitzats en enologia, educadors de vi, i servei de vi, administradors de restaurants i hotels. A més a més, molts estan implicats en l'adquisició, importació, distribució, vendes i màrqueting de vi. Normalment els sommeliers escullen esdevenir Mestre Sommelier, però només un escàs nombre de persones han aconseguit ambdues qualificacions.
En 2018 Almudena Alberca va rebre el títol Master of Wine convertint-se en la primera dona espanyola a rebre aquest títol.